# Октябрьский (Северский район)
Октя́брьский — посёлок в Северском районе Краснодарского края. Неформальное название поселка — ВИТИМ, которое появилось в связи с тем, что в течение нескольких десятилетий в поселке находилось опытное поле ВИТИМ (Всесоюзного института табака и махорки). Входит в состав Черноморского городского поселения.
Посёлок появился в 1930-е годы при Абинском табаксовхозе № 6.
В посёлке действуют средняя школа и детский сад. Сельскохозяйственные земли вокруг поселка находятся в долгосрочной аренде у ООО "Луч".

## География
Посёлок находится на высота над уровнем моря 85 м на границе степной и предгорной зоны. Предгорная зона, покрытая лесами, начинается южнее поселка. В 200 м севернее поселка проходит автотрасса А146 Краснодар — Новороссийск, в 1 км севернее поселка проходит железная дорога Краснодар-Новороссийск. Районный центр - станица Северская находится в 18 км к востоку от поселка, ближайшая железнодорожная станция Хабль — в 1 км к северу. Ближайшие населённые пункты: посёлки Черноморский в 0,5 км восточнее, Спутник в 400 м к северу, станица Холмская - в 4,5 км к западу. На территории поселка находится исток реки Богай впадающей в Крюковское водохранилище. По западной границе поселка протекает ручей Щель Крутенко, впадающий в реку Зыбза.
В посёлке 20 улиц:
| - ул. Горная, - ул. Горького, - ул. Западная, - ул. Зелёная, - ул. Казачья, - ул. Кубанская, - ул. Куйбышева, - ул. Молодёжная, - ул. Пушкина, - ул. Садовая, | - ул. Светлая, - ул. Солнечная, - ул. Степная, - ул. Толстого, - ул. Фурманова, - ул. Чапаева, - ул. Черноморская, - ул. Чехова, - ул. Южная. |

## Население
| 2002 | 2010  |
| ---- | ----- |
| 1992 | ↘1705 |